# Pseudolycopodiella serpentina
Pseudolycopodiella serpentina är en lummerväxtart som först beskrevs av Kze., och fick sitt nu gällande namn av Josef Holub. Pseudolycopodiella serpentina ingår i släktet Pseudolycopodiella och familjen lummerväxter. Inga underarter finns listade i Catalogue of Life.